# Brzozowy Kąt (gmina)
Brzozowy Kąt – dawna gmina wiejska istniejąca w latach 1809–1954 na Lubelszczyźnie. Siedzibą gminy był Brzozowy Kąt, a następnie Wiski.
Gmina Brzozowy Kąt jako jednostka jednowioskowa powstała w 1809 roku w Księstwie Warszawskim. Po podziale Królestwa Polskiego na powiaty i gminy z początkiem 1867 roku gmina weszła w skład w powiatu radzyńskiego w guberni siedleckiej (od  1912 gubernia lubelska). W 1919 roku gmina weszła w skład woj. lubelskiego i składała się z następujących wsi: Wiski, Brzozowy Kąt, Derewiczna, Planta, Rudno, Walinna i Woroniec. Podczas okupacji gmina należała do dystryktu lubelskiego (w Generalnym Gubernatorstwie).
Według stanu z dnia 1 lipca 1952 roku gmina Brzozowy Kąt składała się z 8 gromad. Jednostka została zniesiona 29 września 1954 roku wraz z reformą wprowadzającą gromady w miejsce gmin. Z obszaru gminy utworzono Gromadzkie Rady Narodowe w Komarówce Podlaskiej, Wiskach i Wohyniu. Po reaktywowaniu gmin z dniem 1 stycznia 1973 roku gminy Brzozowy Kąt nie przywrócono.